# Physiologie de la conservation
 (juin 2022).
La physiologie de la conservation est une discipline à l’interface de la physiologie et de la conservation.
Elle peut également être considérée comme une sous-discipline appliquée de l'écophysiologie ou une sous-discipline de la biologie de la conservation. La physiologie de la conservation bénéficie de son propre journal, Conservation physiology, depuis 2013.
Selon la définition élaborée par les éditeurs du journal, il s’agit « d’une discipline scientifique intégrative appliquant les concepts, outils et savoirs physiologiques à la caractérisation de la diversité biologique et ses implications écologiques ; visant la compréhension et la prédiction de comment les organismes, populations et écosystèmes répondent aux changements environnementaux et aux sources de stress ainsi que la résolution de problèmes de conservation affectant différents taxons. » La réponse physiologique des organismes aux perturbations d’origine humaine est de premier intérêt, puisque l’humain est la source principale de menaces envers la biodiversité.

## Apports de la physiologie à la conservation
Les apports potentiels de la physiologie à la conservation sont multiples. Plusieurs problèmes de conservation peuvent bénéficier d’une connaissance de la physiologie des organismes pour être compris ou résolus, par exemple : le réchauffement des océans, la migration des organismes (incluant des pathogènes) en réponse aux changements climatiques, les effets des perturbateurs endocriniens ou les impacts des rejets médicamenteux sur les organismes et ultimement, les écosystèmes. La physiologie permet d’identifier et de confirmer les liens de cause à effet par expérimentation, apportant des informations précieuses dans un cadre légal ou pour la formulation de politiques, et facilitant parfois la compréhension des causes de perte de biodiversité. La physiologie de la conservation peut être une partie intégrante du suivi des actions de conservation entreprises afin de s’assurer de leur efficacité et aider à identifier les actions ayant le plus de potentiel de succès. Par exemple, la physiologie de la conservation permet de faire un suivi afin de déterminer si les individus fréquentant un habitat ont moins de stress, une meilleure croissance ou une meilleure condition physique à la suite de la restauration de l’habitat. Cette discipline permet également de prédire quelles espèces ont la capacité de survivre dans un environnement dégradé. Lors de la translocation d’animaux ou de plantes, la physiologie de la conservation permet de déterminer quelles sont les meilleurs pratiques afin de minimiser le stress et maximiser la survie.

### Diversité physiologique: implications écologiques et importance pour la conservation
La diversité physiologique est la variation de fonction et de tolérance entre les individus, les populations et les espèces. Elle est le résultat de facteurs génétiques, développementaux et environnementaux. Autrement dit, des animaux d’une même espèce peuvent ne pas avoir la même tolérance à un facteur environnemental, par exemple la température ou la salinité, tout comme des animaux d’espèces différentes n’ont pas les mêmes tolérances. Dans un contexte de conservation, la diversité physiologique d’une espèce ou d’un taxon peut permettre d’identifier les réponses possibles à un changement. Par exemple, la diversité physiologique de tolérance à la température permet de caractériser les risques auxquels les espèces font face selon les variations causées par les changements climatiques globaux. La diversité physiologique des espèces permet également d’expliquer certaines de leur préférence en matière d’habitat. La diversité physiologique des individus au sein d’une population a des implications importantes pour la conservation, par exemple pour le choix d’un site pour un programme de réintroduction.

### Identification des habitats critiques et variabilité de la qualité des habitats
Afin de décrire la niche écologique qu’une espèce est capable d’utiliser, ses tolérances physiologiques doivent être prises en compte, particulièrement pour les espèces rares ou se retrouvant à la limite de leur aire de répartition. La condition physique des individus peut être une approximation afin de déterminer la qualité des habitats qu’ils utilisent, tout comme les dépenses énergétiques. En effet, il est permis de croire qu’un habitat comptant surtout des organismes d’une espèce donnée en bonne santé est de meilleure qualité qu’un habitat qui compterait une majorité d’organismes en mauvaise santé ou devant effectuer des dépenses énergétiques importantes pour survivre en comparaison de leurs congénères bénéficiant d’un bon habitat.

### Prédire la réponse des organismes aux changements et sources de stress
Les changements dans l’environnement abiotique affectent physiologiquement les organismes à différents niveaux. L’approche physiologique permet notamment d’effectuer des expériences afin de connaître la réponse des organismes à des sources de stress individuelles ou multiples, ce qui permet de faire des prédictions selon différents scénarios prenant en compte des interactions. Par exemple, un organisme ayant été affecté par la source de stress « maladie » ou « pollution » aura peut-être plus de difficulté à faire face à la source de stress « réchauffement climatique » ou « diminution des précipitations ». Les activités humaines, la pollution et les maladies infligent une variété de stress sur les organismes vivants. Les outils physiologiques permettent de déterminer à partir de quel seuil les sources de stress ont un impact significatif, et si la sévérité de l’impact diffère selon la qualité de l’habitat. Un organisme ayant déjà de la difficulté à survivre dans un habitat perturbé peut ne pas être capable de faire face à un stress donné, alors qu’un individu bénéficiant d’un bon habitat pourrait bien tolérer le même stress. Les organismes disposent d’une certaine plasticité pour s’acclimater à des conditions changeantes dans leur milieu. Dans le contexte des changements globaux, il est important d’évaluer quelles sont les contraintes qui limitent les possibilités de plasticité permettant aux individus de faire face aux modifications environnementales et à la dégradation potentielle de leur habitat.

### Contribution à la conservation hors site
La connaissance de l’endocrinologie des organismes permet de faire le suivi et de manipuler leur statut reproducteur. La physiologie nutritionnelle est également importante afin d’effectuer des choix judicieux dans l’alimentation d’organismes en captivité et de s’assurer qu’ils auront les réserves énergétiques nécessaires afin de se reproduire et concevoir une descendance viable. Les connaissances physiologiques permettent également de minimiser le stress et d’assurer des conditions de captivité adéquates.  

## Les outils de la physiologie de la conservation
La physiologie est une discipline très vaste comptant un nombre important de sous-disciplines. Chaque sous-discipline a des outils et des contributions à faire à la conservation,.

### Bioénergétique
Le taux métabolique, la condition physique et les marqueurs de stress sont de puissants outils afin d’évaluer la qualité des habitats. La condition physique, ou l’état de santé général de l’organisme, est un facteur important qui affecte la capacité des animaux à répondre au stress, leur habileté à répondre à leurs besoins, leur fécondité et leur survie. Il s’agit donc d’une approximation du fitness parfois employée. Ces mesures permettent de faire le lien entre la dégradation des habitats et la perte de biodiversité.

### Endocrinologie
Les outils de l'endocrinologie sont principalement la collecte d’échantillon de sang et de fèces, la quantification des glucocorticoïdes, des stéroïdes reproductifs et des hormones de croissance et le taux de grossesse. Les informations obtenues permettent de quantifier le stress causé par les humains et ses sources. Les informations sur la biologie reproductive des organismes permettent le contrôle biologique ou l’élevage en captivité. La fécondité peut également être utilisée comme approximation du fitness.

### Écophysiologie
Les outils écologiques les plus courants sont la biotélémétrie, la température corporelle, les dépenses énergétiques et le taux d’activité. Les mesures obtenues permettent de déterminer et comprendre la distribution et de l’abondance des organismes selon leur tolérance environnementale à différents facteurs. Les tolérances des organismes sont des informations précieuses afin de connaître leurs réponses possibles aux changements environnementaux et permettent le développement de modèles prédictifs. Ces modèles bénéficient d’être couplés à des informations démographiques. En incorporant la dynamique des populations, des instruments de prise de décision peuvent être élaborés.

### Physiologie évolutive
Cette sous-discipline utilise des modèles théoriques. Ceux-ci fournissent des connaissances sur les facteurs qui guident ou limitent l’évolution physiologique. Le développement de modèles pourrait permettre de prédire à long terme les conséquences évolutives de la sélection pour certains phénotypes physiologiques dans les populations. Les modèles peuvent également assister les chercheurs pour déterminer si la plasticité et la tolérance des organismes sont suffisantes pour suivre la rapidité des changements environnementaux.

### Immunologie et épidémiologie
Les outils principaux sont différents tests de la réponse immunologique innée et acquise des organismes. Cela permet de comprendre les effets des troubles immunologiques, des maladies et des résistances aux maladies sur la performance et la survie des organismes. La compréhension du comportement et des conséquences des pathogènes peut se révéler importante pour l’analyse de la viabilité des populations rares ou menacées qu’ils infectent. Finalement, les connaissances acquises aident à raffiner les stratégies de surveillance et de contrôle des maladies.

### Génomique de la physiologie
L’outil central de cette sous-discipline est la puce à ADN. Cet outil permet de déterminer le niveau d’expression des gènes. Que certains gènes s’expriment ou non peut révéler des informations sur la réponse d’un organisme à un environnement. Cela permet également la caractérisation de la diversité physiologique au niveau moléculaire et des différences entre les populations.

### Neurophysiologie
Les outils neurophysiologiques sont, entre autres, la manipulation de neuropeptides, la biotélémétrie de l’activité neurale et l’examen des effets des sons sous-marins sur les mammifères marins. Bien que le lien avec la conservation soit moins évident, la neurologie permet une meilleure compréhension des comportements animaux. Le comportement animal a une place centrale dans la biologie de la conservation. La neurophysiologie a le potentiel de permettre la manipulation des comportements des animaux, notamment afin de les éloigner des structures humaines.

### Écotoxicologie
Cette discipline est particulièrement importante afin de mieux comprendre les effets de la pollution dans l’environnement. Les outils toxicologiques consistent en différentes méthodes de détermination de la présence d’éléments trace (en très faible quantité) et des tests expérimentaux des effets négatifs pour la santé des organismes, autant animaux que plantes. L’obtention d’information sur les effets des contaminants environnementaux sur les organismes permet l’élaboration de stratégies afin de minimiser ces effets. La compréhension des effets sublétaux de la toxicité et de l’interaction des contaminants est également importante. Il existe un grand potentiel dans le domaine végétal, notamment pour l’utilisation de plantes pour restaurer les habitats contaminés. L'étude de la tolérance des plantes aux environnements ayant de hautes concentrations de métaux permet d’examiner les effets des mines sur les habitats.

## Applications de la physiologie de la conservation
Les applications de la physiologie de la conservation sont donc nombreuses. En voici une liste non exhaustive :
1. Comprendre l’influence des perturbations anthropogéniques et de la variation de qualité des habitats sur la condition, la santé et la survie des organismes.
2. Apporter une compréhension mécanistique et fonctionnelle de l’effet des changements environnementaux anthropogéniques sur les organismes.
3. Utiliser les connaissances physiologiques afin de développer des modèles mécanistiques de la distribution des espèces.
4. Évaluer la réponse au stress et les tolérances environnementales en fonction des changements environnementaux (incluant le changement climatique global et l’acidification des océans).
5. Développer les relations mécanistiques entre le déclin des populations et les processus physiologiques.
6. Évaluer l’importance pour la gestion et la conservation de l’acclimatation et de l’adaptation des processus physiologiques aux variations environnementales.
7. Comprendre les mécanismes physiologiques impliqués dans les changements en réponse aux changements environnementaux au sein des espèces, des communautés, des écosystèmes et des paysages.
8. Applications des technologies génomiques modernes à la physiologie de la conservation.
9. Intégration de la physiologie avec les autres sous-disciplines de la conservation.
10. Comprendre l’importance pour la conservation de l’écologie et de l’évolution de la diversité physiologique.
11. Utiliser les connaissances concernant la physiologie des organismes afin de contrôler les espèces invasives et restaurer les habitats et populations menacés.
12. Comprendre les conditions environnementales optimales pour la conservation hors site d’espèces menacées (par exemple, reproduction en captivité, banques de graines et culture de tissus).
13. Évaluer et améliorer le succès des interventions de gestion et de conservation.
14. Intégrer les biomarqueurs physiologiques aux programmes de suivi à long terme de l’environnement.
15. Développer des modèles prédictifs incluant des paramètres physiologiques.
16. Intégrer les connaissances physiologiques à la gestion des écosystèmes et développer des outils afin de régler des problèmes de conservation complexes.
17. Comprendre les implications de la recherche en physiologie de la conservation pour le développement de politiques.

## Exemples

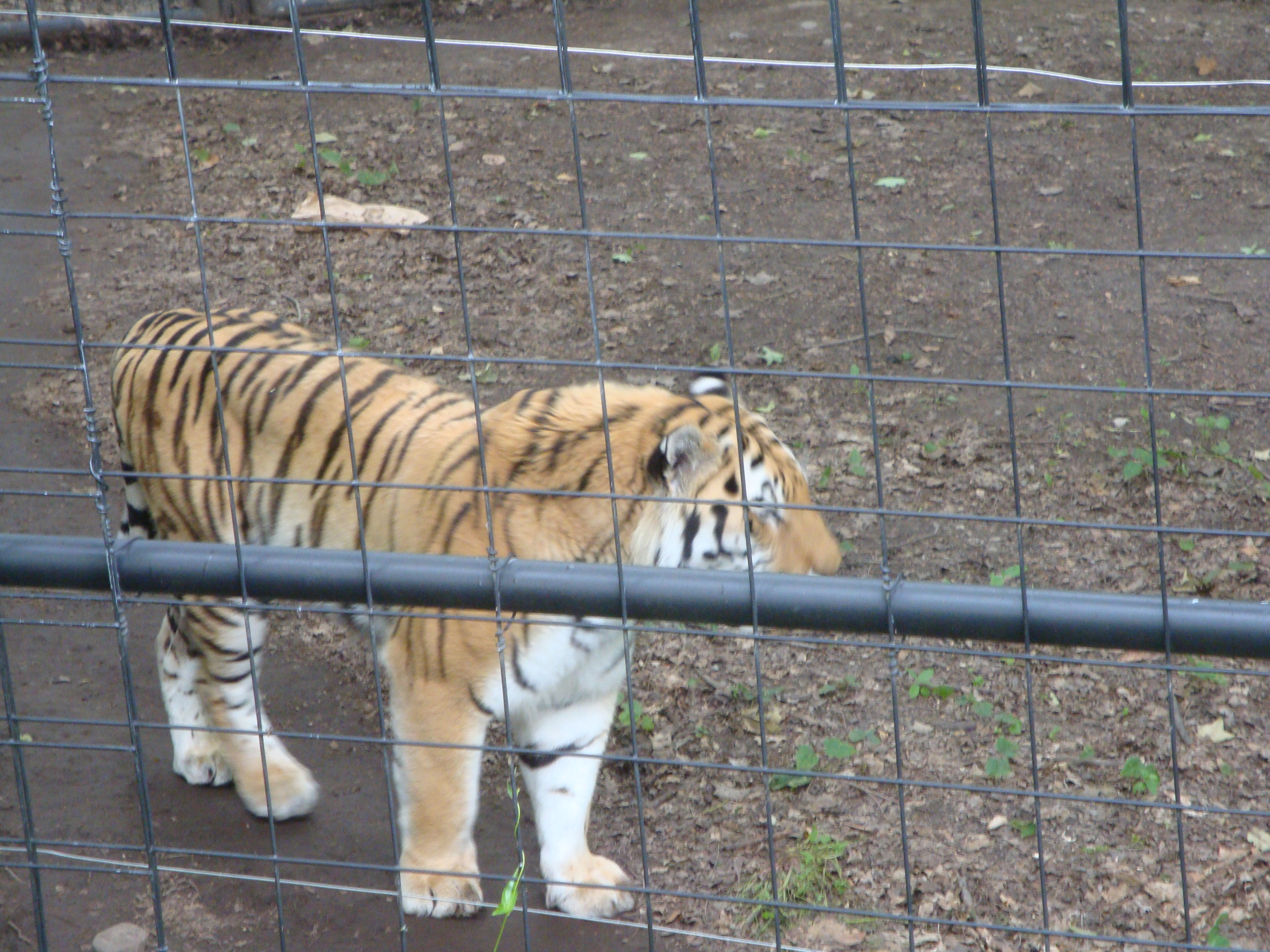
Un tigre dans l'enclos d'un zoo

Le bruit de source anthropique est une source de stress pour certains amphibiens. Lors de l’exposition, ces derniers ont une plus grande quantité de corticostérone en circulation et un sperme de moindre qualité ou de la difficulté à se déplacer pour trouver un partenaire,.

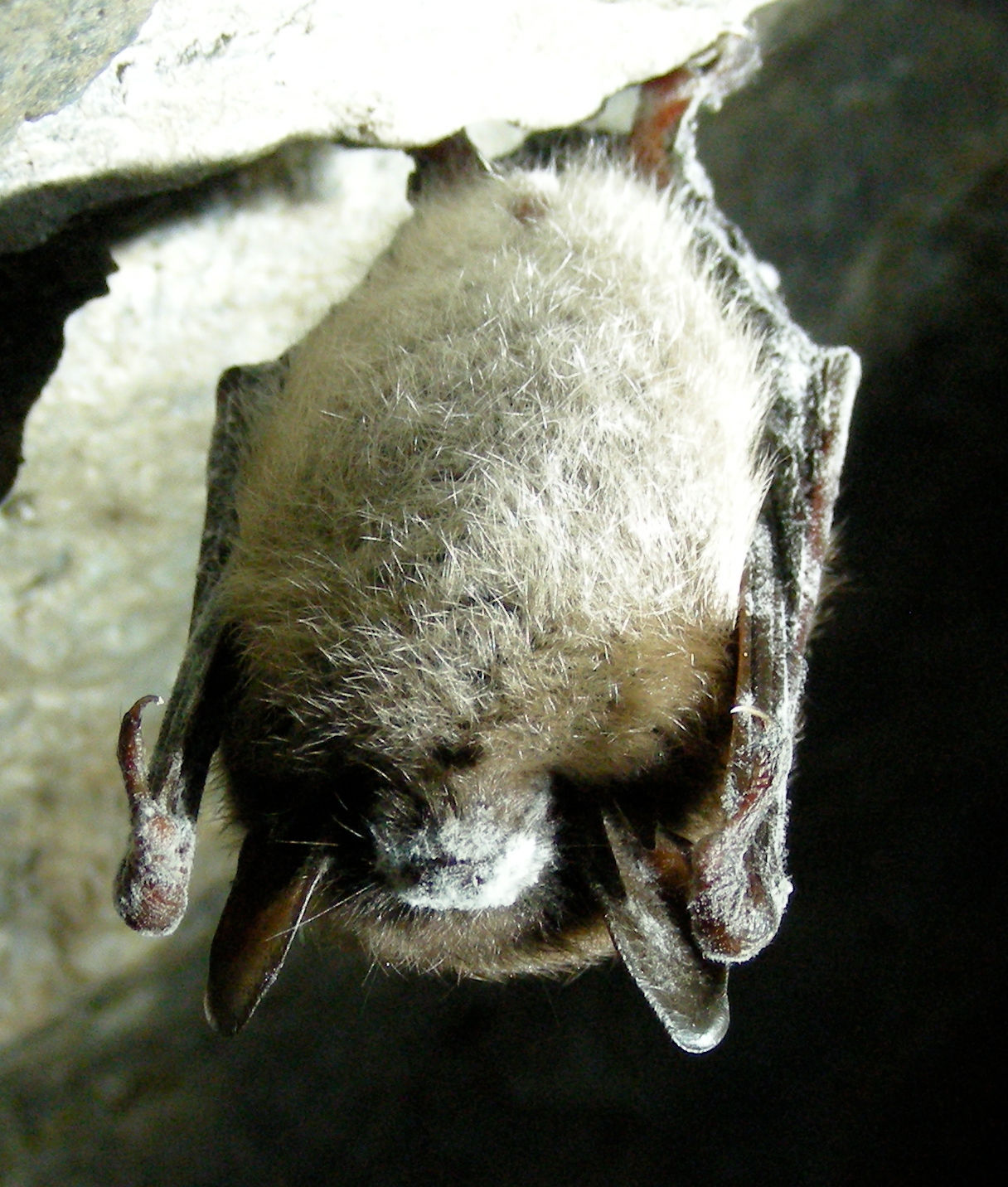
Chauve-souris infectée par le syndrome du museau blanc

Les lions semblent également être plus stressés lorsqu’ils occupent des habitats à proximité des humains, selon des mesures des métabolites de glucocorticoïdes fécaux.
En estimant le niveau de stress des tigres maintenus dans différents zoos australiens par des mesures des métabolites de glucocorticoïdes fécaux, il a été conclu que le stress varie selon les caractéristiques et la qualité des enclos.
Les connaissances physiologiques ont permis d’élucider les effets négatifs du DDT sur les oiseaux de proies, menant par la suite à l’interdiction de cette substance dans plusieurs pays.
Des études physiologiques ont été menées afin de comprendre comment la menace du syndrome du museau blanc affecte la survie des chauves-souris nord-américaines et d’offrir des pistes de solutions. Offrir un habitat de meilleure qualité aux chauves-souris infectées serait une façon de les aider à combattre la maladie,.

## Intégration avec d’autres disciplines
La physiologie de la conservation a plusieurs connexions pertinentes avec d’autres sous-disciplines du domaine de la biologie de la conservation. Par exemple, la physiologie peut expliquer certains changements de comportement observés chez les organismes. La biogéographie permet d’examiner la variété de traits physiologiques aux échelles géographique et temporelle. L’interface de la physiologie et de la génétique est vaste. Par exemple, la physiologie et la génétique peuvent ensemble contribuer à déterminer des unités de gestion des populations menacées. De plus, les outils physiologiques permettent de tester si les populations souffrent de dépression consanguine. Les conséquences des patrons observés en écologie du paysage peuvent être mesurées par des méthodes physiologiques. Quant à la toxicologie, la physiologie est au cœur de la compréhension mécanistique des effets des polluants.

## Défis de la physiologie de la conservation
Bien qu’il s’agisse d’un champ d’expertise prometteur, il existe des défis dans l’intégration de la physiologie à la conservation. La conservation traite majoritairement des espèces et des populations, alors que la physiologie se concentre habituellement sur les individus et les cellules. Il faut donc savoir reconnaître si une caractéristique physiologique a un impact ou non sur les processus populationnels. Également, les liens entre les observations individuelles et les phénomènes populationnels doivent être éclaircis. Il est aussi nécessaire de rediriger la recherche sur les espèces en péril plutôt que sur des espèces modèles. Une priorité supplémentaire pour adapter la physiologie aux exigences de la conservation est de développer des méthodes d’échantillonnage ayant le moins de risque possible de blesser ou stresser les organismes menacés étudiés et pouvant être appliquées à des espèces ne pouvant être capturées ou observées facilement. Les vertébrés sont l’objet de la majorité des articles publiés en physiologie de la conservation. Les plantes et les invertébrés devraient donc bénéficier d’études plus approfondies. De plus, il est pertinent d’effectuer des prises de mesures répétées à long terme puisqu’elles risquent d’être plus informatives que des mesures prises dans un seul temps. D’autre part, il faut considérer la complexité des interactions entre plusieurs facteurs intrinsèques et facteurs environnementaux biotiques et abiotiques. Finalement, choisir quelles variables mesurer parmi toutes les variables physiologiques disponibles peut être difficile. Cependant, l’importance des apports potentiels de la physiologie à la pratique de la conservation devrait contribuer à la hausse de sa popularité future auprès des gestionnaires et praticiens de la conservation.